# Seongdong-gu

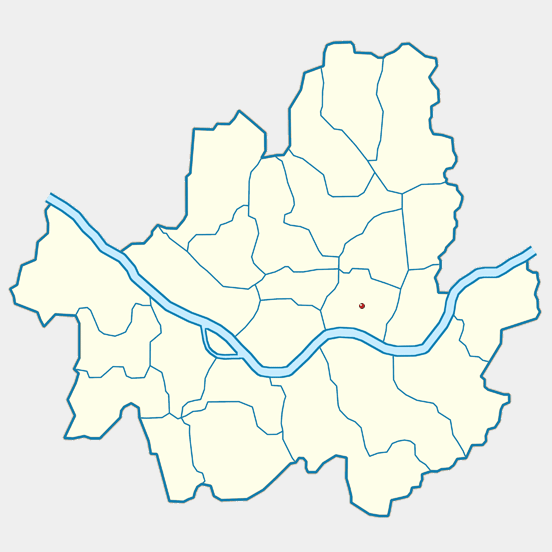
Situation dans Séoul

Seongdong-gu (hangul : 성동구 ; hanja : 城東區) est un arrondissement (gu) de Séoul situé au nord du fleuve Han.  

## Quartiers
Seongdong est divisé en quartiers (dong) :
- Doseon-dong (도선동 道詵洞)
  - Hongik-dong (홍익동 弘益洞): legal dong (beopjeong-dong, 법정동)
- Eungbong-dong (응봉동 鷹峰洞)
- Haengdang-dong (행당동 杏堂洞) 1∼2
- Geumho-dong (금호동 金湖洞) 1∼4
- Majang-dong (마장동 馬場洞)
- Oksu-dong (옥수동 玉水洞) 1∼2
- Sageun-dong (사근동 沙斤洞)
- Seongsu 1ga 1 dong (성수1가  1동 聖水1街 1洞)
- Seongsu 1ga 2 dong (성수1가  2동 聖水1街 2洞)
- Seongsu 2ga 1-dong (성수2가 1동 聖水2街 1洞)
- Seongsu 2ga 3-dong (성수2가 3동 聖水2街 3洞)
- Songjeong-dong (송정동 松亭洞)
- Yongdap-dong (용답동 龍踏洞)
- Wangsimni-dong (왕십리동 往十里洞) 1∼2
  - Sangwangsimni-dong (상왕십리동 上往十里洞): legal dong (beopjeong-dong, 법정동)
  - Hawangsimni-dong (하왕십리동 下往十里洞): legal dong (beopjeong-dong, 법정동)